# Lago Ypacaraí
O Lago Ypacaraí é um dos dois maiores lagos do Paraguai. É popular entre os turistas e os habitantes do país, embora atualmente esteja poluído com coliformes fecais, matéria orgânica, fósforo e nitrogênio. Localizado a 50 km a leste de Assunção, Ypacaraí (Lago do Senhor, na língua guarani), tem uma bacia de 1.017 km² e atrai anualmente centenas de milhares de veranistas. Segundo a Secretaria Nacional de Turismo, na última temporada de verão, mais de 300 mil pessoas foram à “villa veranista” de San Bernardino, na costa leste do Lago. Na margem oposta fica a cidade de Ypacarai.

## Geografia e Clima
O Lago Ypacaraí abrange cerca de 90 km² de superfície e suas dimensões são quilômetros de norte a sul e de cinco a seis quilômetros, de leste a oeste. Sua profundidade média é de três metros. A paisagem formada pelo lago é considerada bonita pelos turistas, cercada por morros de densa vegetação e estendendo-se até a três aldeias nas elevações circunvizinhas. O clima é geralmente quente com sol abundante. As temperaturas podem variar entre 26ºC a 41ºC durante o verão, e de 3ºC a 25ºC no inverno.
O lago deságua no Rio Salado, que por sua vez atinge o Rio Paraguai. Também drenam para o lago vários córregos, entre eles Yaguá Resau, Yuquyry, Puente Estrella y Pirayú, e os rios Yukyry, Pirayú, San Bernardino e Areguá. Dez por cento dos habitantes do país, cerca de 600 mil pessoas, vivem em sua área de influência.

## Cultura
Em Areguá, existem diversos pontos de exposição e de venda de cerâmicas e utensílios populares da região, sendo dali que sai os produtos da cidade para todo Paraguai. Também oferece-se uma feira de artesanato, uma oportunidade de conhecer os trabalhos dos artesãos da região. A cidade de Areguá conta também com um centro de informações aos turistas e visitantes, um centro de exposições de esculturas onde se exibe trabalhos de artistas nacionais, entre eles Hermann Guggiari e clubes de pesca.
Em relação ao lago, Areguá possui uma praia municipal que dá acesso ao lago Ypacaraí. A praia possui serviços de bar, banho, vestimentas e churrasqueiras. A um quilômetro da cidade encontra-se as colinas Kôi e Chororî.
O antigo trem  Ferrocarril de Asunción, movido à lenha, leva os turistas da capital do país até a cidade de Areguá todos os domingos. O serviço de transporte inclui lanche e teatro a bordo. A estação fica localizada na zona botânica de Assunção, ao lado do zoológico.
Na cidade de Ypacaraí existem museus, centro de exposições, teatro e  shows. É também o lar de uma das principais festas  folclóricas do Paraguai, chamada Festival del Lago. O evento acontece desde 1971 e conta com a presença de artistas nacionais e estrangeiros. A cidade também conta com o Parque Nacional de Ypacaraí, com uma área protegida de aproximadamente 16 mil hectares a fim de proteger as riquezas da região, como nascentes e o ecossistema. O acesso ao lago ocorre através da praia municipal da cidade.
No outro lado do lago, a cidade de San Bernardino atrai milhares de turistas todos os anos devido à grande fama de principal ponto de veraneio do Paraguai. Possui bares, discotecas, clubes sociais que garantem a vida noturna. A Hassler House é um espaço cultural onde os artistas regionais expõem suas obras no centro da cidade, também abrigando  shows e eventos literários. Além dessas exposições, o espaço conta com um museu, biblioteca e oficinas abertas de teatro e dança ao público.